# John Bellamy Taylor
John Bellamy Taylor (* 20. August 1875 in Brookline, Massachusetts; † 20. Dezember 1963) war ein US-amerikanischer Ingenieur.

## Leben
John Taylor war verwandt mit Edward Bellamy und wurde 1897 am Massachusetts Institute of Technology graduiert. Er war Sohn von Washington Irving Taylor (1840–1917) und dessen Frau Ann Maria Bellamy (1849–1950) und hatte mehrere Geschwister.
Er arbeitete langjährig als Forschungsingenieur für die General Electric Company in Schenectady, war u. a. 1912/1913 AIEE Schenectady Section Officer und später auch Vizepräsident des AIEE. Ab 1936 war er Mitglied im Schenectady Torch Club.
John Taylors Ehefrau Marcia (geb. Estabrook Jones) war von 1936 bis 1938 Präsidentin der New Yorker Abteilung der American Association of University Women. Aus der Ehe gingen insgesamt vier Söhne und eine Tochter hervor, darunter der Jurist Telford Taylor.
John Taylor selbst sammelte unter anderem Musikinstrumente. Die Sammlung mit 45 Instrumenten vermachte sein Sohn Telford Taylor 1990 an das Musikdepartment des Williams College. John Taylor starb im Alter von 88 Jahren.

## Forschung
Bekannt sind Patente im Bereich der Funkübertragung ab dem späten 19. Jahrhundert. Basierend auf Irving Langmuirs Arbeit, entwickelte er 1930 den sogenannten Langmuir-Taylor-Detektor. Unter anderem forschte er auch im Bereich der drahtlosen Lichttelefonie und Tonübertragung mittels Lichtwellen („Audible Light“). 1929 führte er Mitgliedern des American Institute of Science im New Yorker Hotel Astor seinen erfundenen Apparat zur drahtlosen Lichtwellenübertragung von Musik vor. Er nannte diesen Übertragungsprozess zur Abgrenzung von „Broadcasting“ damals „Narrowcasting“, allerdings in anderer Bedeutung als es später J. C. R. Licklider tat. 1931 gelang es ihm, ein solches Ferngespräch über den Hudson River zu führen. 1932 erprobte er diese Übertragungstechnik mit einem Projektionsapparat von einem Zeppelin auf die Erde. Im November des gleichen Jahres noch gelang seinem Team ein Übertragungsrekord über 24 Meilen mit diesem Verfahren von Schenectady zu einem anderen Team in Lake Desolation.